# Merkava
El Merkava (en hebreu  מרכבה (?·pàg.), "Carro") és el tanc principal de les Forces de Defensa Israelianes. Des de principis de la dècada de 1980 s'han posat en ús quatre versions diferents. "Merkava" era el nom pel qual es coneixia el projecte desenvolupat per l'exèrcit d'Israel, i va ser finalment la denominació amb què va quedar el tanc.

## Característiques
El disseny era centrat a optimitzar l'índex de supervivència de la tripulació, així com en la reducció del temps de reparació dels danys que pogués rebre en combat. Es va construir amb tècniques de blindatge espaiat i dissenys modulars de substitució ràpida. L'equip de desenvolupament hi va incorporar un blindatge derivat del RHA (rolled homogeneous armor) i del Chobham. A més, l'espai entre el buc intern i el buc extern és ocupat amb combustible dièsel, que és alhora un sistema econòmic d'emmagatzemament i una major protecció contra munició HEAT.
La torreta és en un punt molt proper a la part posterior del tanc, una cosa poc freqüent en aquesta classe de vehicles cuirassats, i més propi de l'artilleria autopropulsada. Aquesta peculiaritat dona protecció addicional a la tripulació contra atacs frontals, posant major massa entre ella i el morro del blindat. D'altra banda, aquesta disposició de la torreta crea una porció d'espai no utilitzat a la part posterior del tanc, que al principi va ser utilitzat com a espai de càrrega, i més tard per al transport de tropes.
Aquesta nova configuració permet que l'espai intern sigui utilitzat per atendre emergències mèdiques, per actuar com a lloc de control avançat o bé com a transport blindat de tropes. Les portes d'accés a aquesta secció tenen un disseny d'obertura vertical en forma de closca, una cosa que dona protecció addicional en les operacions de càrrega i descàrrega de subministraments i passatgers.

## Merkava Mark I
La primera versió en servei, lliurada a les IDF, va ser el 1979. L'arma principal era la còpia local del canó L68 (105 mm) Royal Ordenance de la Gran Bretanya, i utilitza els trens de rodatge, erugues, i rines del Centurió britànic. És dissenyat per poder reparar-lo de manera modular, perquè fos possible reparar-lo en batalla, el que n'augmenta l'eficiència i prestacions en combat.

## Merkava Mark II
La segona versió, que va veure combat en la guerra a la campanya contra el moviment antiisraelià Hezbollah (1982), es va enfrontar contra el de nou adquirit per Síria, (fent-se notar amb 17 baixes) tanc de manufactura soviètica T-72. Les millores principals van ser l'adaptació d'un motor una mica més fiable, (passant del motor de 900 CV a un de 1000 CV), i que era superior en resistència a l'anterior, però romania un vehicle molt defensiu, per la baixa velocitat en carretera (amb prou feines 46 km/h).

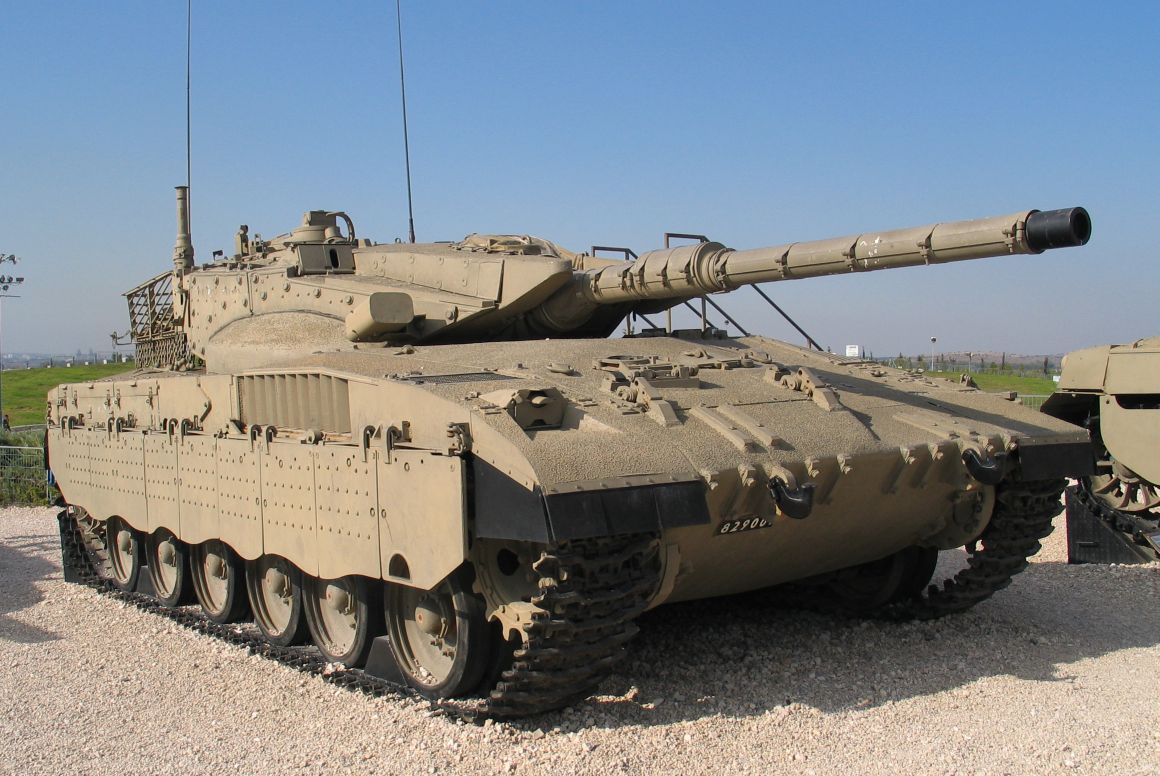
Merkava Mk II MBT al museu Yad la-Shiryon, Israel.

## Merkava Mark III

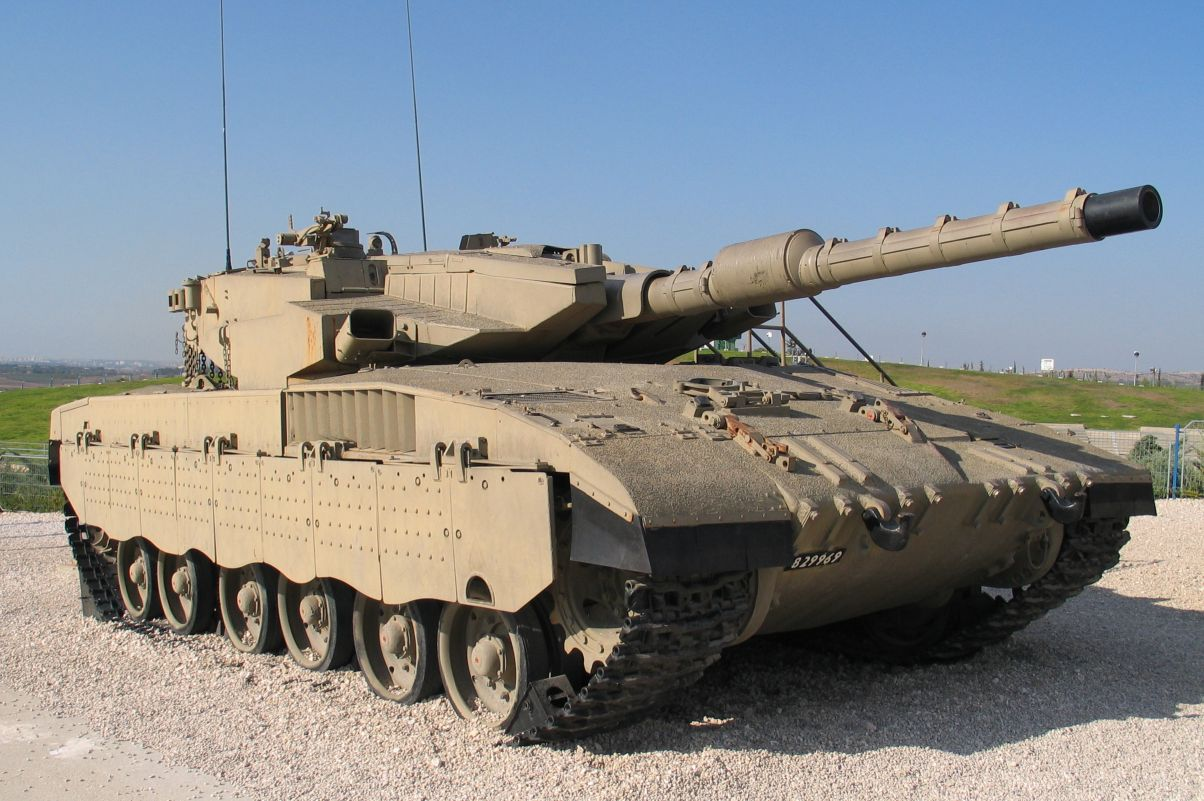
Merkava Mk III MBT al museu Yad la-Shiryon, Israel.
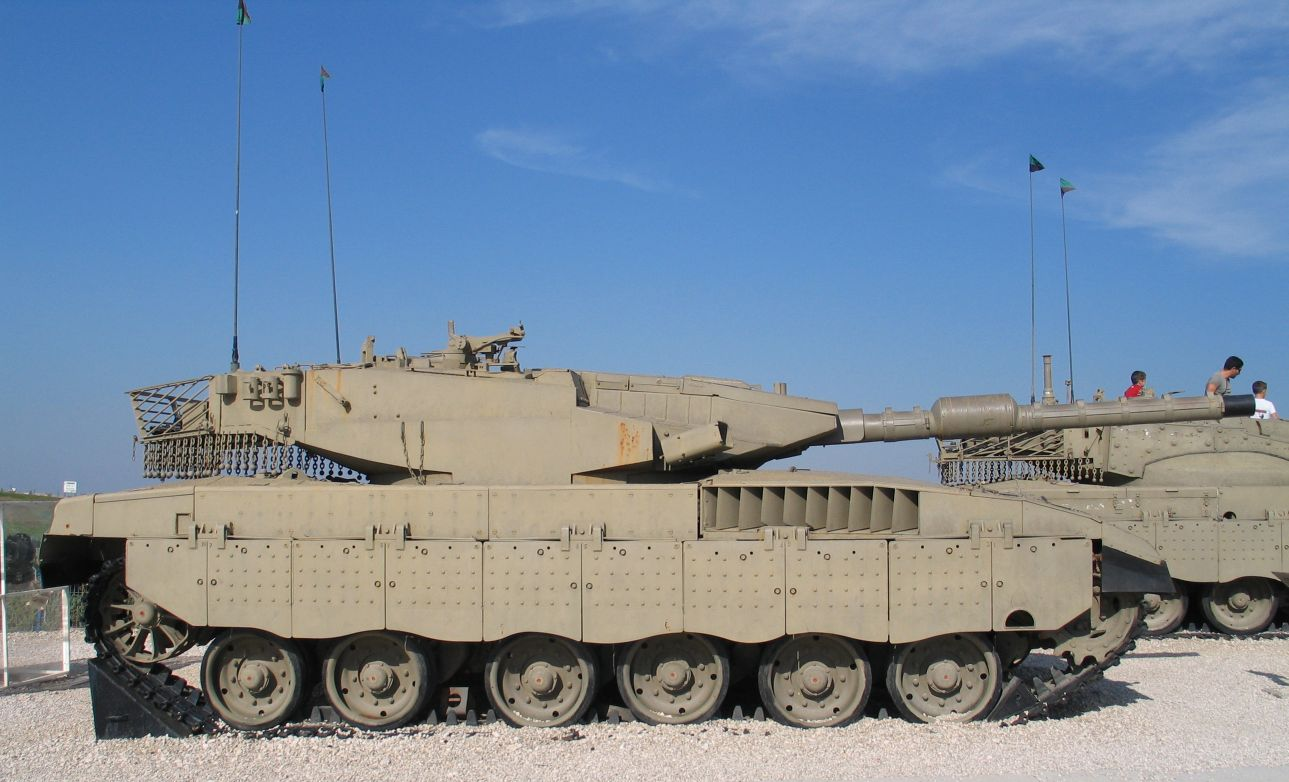
Merkava Mk III MBT al museu Yad la-Shiryon, Israel.
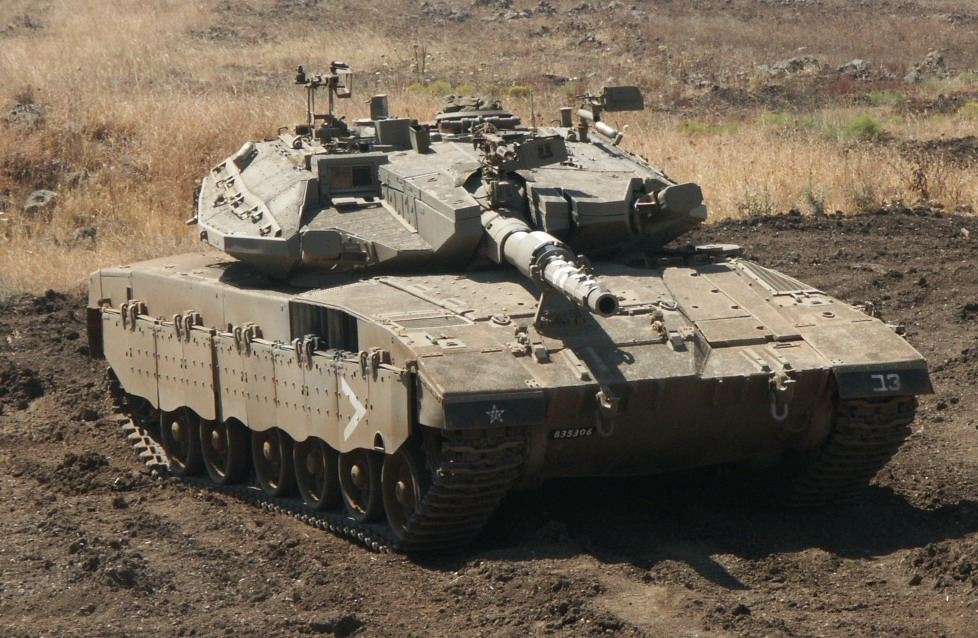
Merkava Mk III.

En aquest es reemplaça el gens imperfecte canó de 105 mm per una versió local del M256 de 120 mm dels EUA, es realitza per primera vegada l'ús d'un blindatge de multicapes, conegut com a BLAZER, i de passada s'acaben amb dos dels seus defectes més constants: velocitat i protecció en el gir de la torreta, es passa d'un motor de 1000 hp a un de 1200 hp, que li donen més capacitat d'acció en poder atacar a l'enemic en moviment.

## Merkava Mark IV

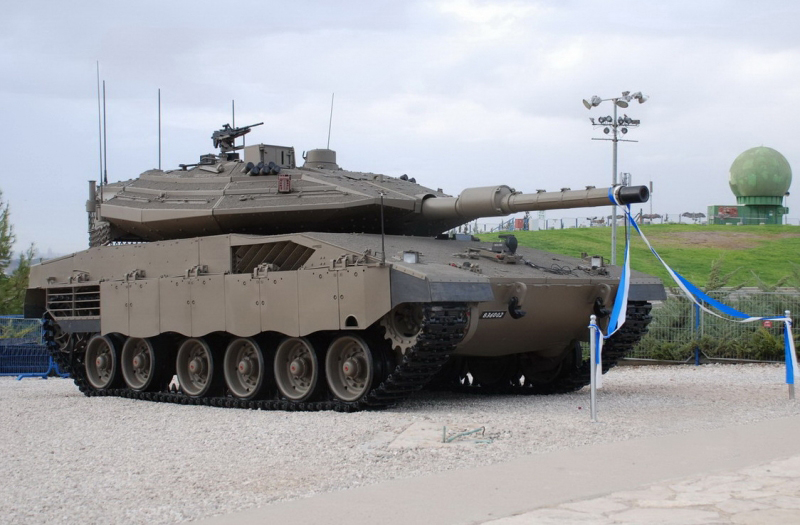
Merkava Mk IV.
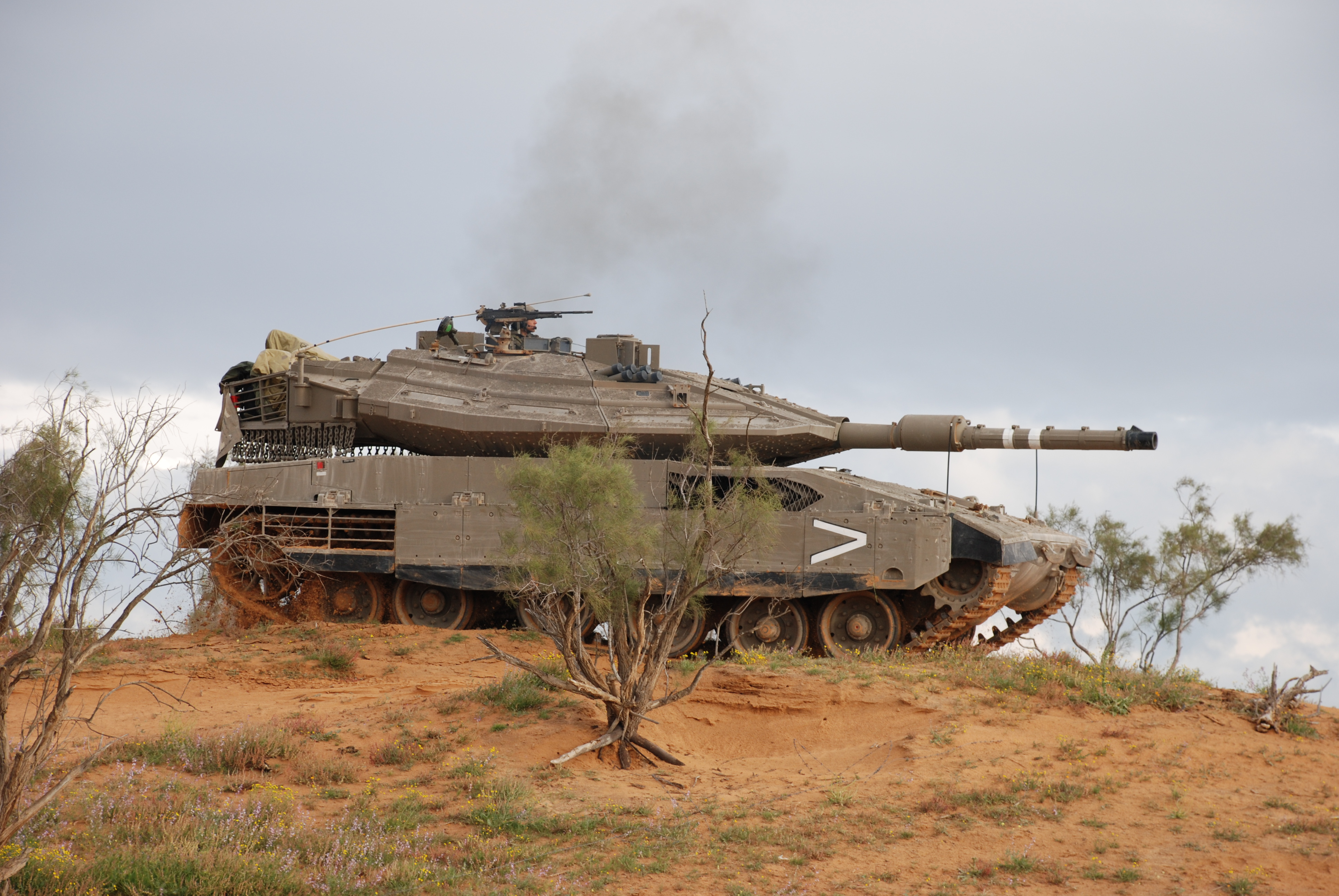
Merkava Mk IV.

Aquesta és la més recent versió, amb la qual es reemplacessin als Magach (M-60 Patton) i als Centurió britànics.
Aquest és totalment nou, ja que al principi, l'equip de disseny del MERKHAVA l'havia proposat com una mica projectiu, ja que sempre es parlava amb les seves tripulacions per realitzar així millores concorde a les necessitats de les IDF.
El seu blindatge de xapes de BLAZER, seu motor de la General Dynamics de 1500 cv i un canó local que permet el tret de míssils LAHAT, l'han col·locat a l'avantguarda de tancs occidentals.

## Variants

### Namera
Vehicle de transport de tropes, construït sobre els xassís dels Mk I i Mk II, el seu gran pes li permet desplaçar-se a una velocitat màxima de 38 km/h, però el seu altíssim grau de protecció el posen com el millor AFV sobre la terra.
L'artilleria rau en una torreta on porta dues armes de calibre 0.30 (7,62 mm) fabricada per RAFAEL de Yaffo.

## Carros de combat similars
- AMX-56 Leclerc
- C1 Ariete
- Challenger 2
- Leopard 2
- M1 Abrams
- T-90
- Tipus 99